# L'Azalée
Pour les articles homonymes, voir Azalée (homonymie).
L'Azalée est une pièce de théâtre d'Yves Jamiaque. Elle a été diffusée pour la première fois le 29 juillet 1973 sur la première chaîne de l'ORTF.

## Argument
Un architecte s'éprend d'une dessinatrice mère d'un fils ayant la vingtaine. Ce dernier va s'ingérer dans cette union. La mère ne se mariera que s'il se case avant. Débarque alors une Québécoise éprise de ce garçon...

## Fiche technique
- Auteur : Yves Jamiaque
- Mise en scène : Michel Roux
- Réalisation : Pierre Sabbagh
- Décors : Claude Catulle
- Costumes : Donald Cardwell
- Chef de production : Klebert Forget
- Directeur de la vision : André Chabannes
- Ingénieur du son : Michel Bernoville
- Cadreurs : MIchel Chauveier, Jean-Jacques Ledos, Jean Martin[Lequel ?], Jacques Gounaud
- Direction de la scène : Edward Sanderson
- Directeur de la photographie : Lucien Billard
- Script : Yvette Boussard
- Script assistant : Guy Mauplot
- Date et lieu d'enregistrement : 7 novembre 1981 au théâtre Marigny

## Distribution
- Nicole Mérouze : Léa
- Michel Roux : David
- Alain Bertheau : Mathieu
- Marion Held : Beth
- Sylvie Favre : Thérèse